# Jean-Marc Boivin
Jean-Marc Boivin (* 6. April 1951 in Dijon; † 17. Februar 1990 am Salto Ángel, Venezuela) war ein französischer Alpinist, Extremskifahrer, Drachenflieger, Gleitschirmflieger und Base Jumper der sich auf seinen Aktionen stets zwischen dem Menschenmöglichen und Verrückten bewegt hat.

## Leben
Er war 1985 der Erste, der mit einem Gleitschirm von einem Achttausender startete. 
Er flog am 26. September 1985 mit einem Gleitschirm vom Gipfel des Mount Everest ins Tal. 
Boivin starb 1990 in Venezuela bei einem Base Jump vom Rand des Salto Ángel, des höchsten freifallenden Wasserfalls der Erde.